# Ñancorainza
Ñancorainza ist eine Ortschaft im Departamento Chuquisaca im Tiefland des südamerikanischen Anden-Staates Bolivien.

## Lage im Nahraum
Ñancorainza ist der zentrale Ort des Kanton Ñancorainza im Municipio Macharetí in der Provinz Luis Calvo. Die Ortschaft liegt auf einer Höhe von 727 m wenige Kilometer östlich der Voranden-Kette der Serranía Aguaragüe, die von Boyuibe im Norden über Villamontes nach Yacuiba im Süden verläuft und bei Ñancorainza Höhen von bis zu 1200 m erreicht. Die Ortschaft Ñancorainza besteht aus zwei Ortsteilen, dem Hauptort Ñancorainza mit 306 Einwohnern und Ñancorainza Estación mit 186 Einwohnern (2012).

## Geographie
Ñancorainza liegt im semihumiden Klimabereich der wechselfeuchten Tropen am Nordwestrand des bolivianischen Chaco.
Die Jahresdurchschnittstemperatur der Region liegt bei 23 °C (siehe Klimadiagramm Boyuibe), die Monatswerte schwanken zwischen knapp 17 bis 18 °C im Juni/Juli und 26 °C von November bis Januar. Der jährliche Niederschlag beträgt 800 mm, die Region weist eine deutliche Trockenzeit von Mai bis Oktober mit Monatswerten von meist deutlich unter 40 mm auf, in der Feuchtezeit von Dezember bis März werden Monatswerte von 110 bis 160 mm erreicht.

## Verkehrsnetz
Ñancorainza liegt in einer Entfernung von 545 Straßenkilometern südöstlich von Sucre, der Hauptstadt des Departamento Chuquisaca.
Von Sucre aus führt die 976 Kilometer lange Nationalstraße Ruta 6 über Zudáñez, Padilla, Monteagudo, Lagunillas und Camiri nach Boyuibe. Hier kreuzt die Ruta 6 die 1631 Kilometer lange Ruta 9 von Guayaramerín an der brasilianischen Grenze über Santa Cruz nach Yacuiba an der argentinischen Grenze. Von Boyuibe aus sind es 30 Kilometer in südlicher Richtung bis Ñancorainza.
Durch Ñancorainza führt die Eisenbahntrasse von Santa Cruz nach Yacuiba, die einen Haltepunkt in Ñancorainza hat. Von hier aus gibt es Personenzug-Verbindungen in nördlicher wie in südlicher Richtung, welche die Fahrgäste in etwa elfeinhalb Stunden nach Santa Cruz und in fünf Stunden nach Yacuiba befördern.

## Bevölkerung
Die Einwohnerzahl der Ortschaft hat sich in den vergangenen beiden Jahrzehnten nur wenig verändert:
| Jahr | Einwohner | Quelle       |
| ---- | --------- | ------------ |
| 1992 | 472       | Volkszählung |
| 2001 | 518       | Volkszählung |
| 2012 | 492       | Volkszählung |
| 2024 |           | Volkszählung |

Die Region weist einen gewissen Anteil an Guaraní-Bevölkerung auf, im Municipio Macharetí sprechen 19,2 Prozent der Bevölkerung Guaraní.